# ریوکو آئویاگی
ریوکو آئویاگی (انگلیسی: Ryōko Aoyagi; ۱۵ سپتامبر ۱۹۷۸ – ۵ سپتامبر ۲۰۰۹) بازیگر، خوانندگی اهل ژاپن بود.